# Personnalités liées à Saint-Brieuc
Article principal : Saint-Brieuc

## Artistes

### Écrivains et philosophes
- Jules Lequier (1814-1862), philosophe.
- Zénaïde Fleuriot (1829-1890), écrivain, née à Saint-Brieuc (rue Houvenagle).
- Auguste de Villiers de l'Isle-Adam (1838-1889), écrivain, né à Saint-Brieuc (dans une maison bourgeoise sise 2, rue Saint-Benoît, démolie en 1962).
- Anatole Le Braz (1859-1926), écrivain.
- Georges Palante (1862-1925), philosophe.
- Vefa de Saint-Pierre (1872-1967), aventurière et journaliste.
- Alfred Jarry (1873-1907), écrivain, fut élève au lycée de Saint-Brieuc de 1885 à 1888, auteur notamment de Ubu roi et de Saint-Brieuc des Choux.
- Jean Grenier (1898-1971), philosophe et écrivain.
- Louis Guilloux (1899-1980) écrivain, né et décédé à Saint-Brieuc, auteur notamment de La Maison du peuple, Le Sang noir, Le Pain des rêves.
- Heather Dohollau, née en 1925 à Treherbert (Pays-de-Galles), poétesse.
- Roger Nimier (1925-1962), écrivain.
- Christian Prigent, écrivain et poète, né en 1945.
- Hervé Hamon, écrivain, né en 1946.
- Roland Fichet, auteur dramatique, né en 1950.
- Ricardo Montserrat, écrivain, auteur dramatique, scénariste, né en 1954.
- Emily Blaine, écrivaine, née en 1981.
- Fabienne Juhel, écrivaine, née en 1965.
- Sandrine Kerion, illustratrice et scénariste de bandes dessinées, née en 1979. Autrice de la BD J'ai vu les soucoupes décryptant les mouvements sectaires autour des extra-terrestres, et Mon rond-point dans ta gueule, BD de témoignages de Gilets Jaunes costarmoricains.

### Musiciens
- Vincent Dubois, organiste de Notre-Dame de Paris, directeur du conservatoire de Strasbourg.
- Émile Durand est un musicien et compositeur français, né à Saint-Brieuc le 16 février 1830, et mort à Neuilly-sur-Seine le 7 mai 1903.
- Renan Luce, chanteur.
- Berthe Sylva, chanteuse, née en 1886.
- François Budet, chanteur.
- Hélène-Frédérique de Faye-Jozin, compositrice.
- Jean-Pierre Lecaudey, organiste, né le 21 novembre 1962 à Saint-Brieuc.
- Julie Budet, fille de François Budet, chanteuse, nom d'artiste : Yelle, née en 1983.
- Michel Merlet, compositeur français, né en 1939.
- Ronan Pinc, violoniste.
- Yann-Fañch Kemener, chanteur traditionnel et ethnomusicologue.
- Jean-Baptiste Guegan, sosie vocal de Johnny Hallyday.
- Patrice Marzin, compositeur et musicien.

### Artistes visuels
- Joseph-René Gouézou, né en 1821 à Saint-Brieuc et mort le 24 février 1880 à Nantes, peintre.
- Paul Marie Guibé (1841-1922), sculpteur.
- Émile Hamonic, photographe et éditeur de cartes postales, né en 1861 et mort le 24 juillet 1943 à Saint-Brieuc.
- Raymond Hains (1926-2005), plasticien, membre du groupe des nouveaux réalistes, né à Saint-Brieuc.
- Élie Le Goff (1858-1938), sculpteur français, né à Saint-Brieuc
- Paul Le Goff (1883-1915), sculpteur français, né à Saint-Brieuc
- Pierre-Marie-François Ogé (1849-1913), sculpteur français, né à Saint-Brieuc
- Raphaël Donguy (1812-1877), peintre français, né à Saint-Brieuc

### Acteurs
- Patrick Bourdeaux, dit Patrick Dewaere (1947-1982), acteur, né à Saint-Brieuc.
- Jacques Gamblin, acteur.

### Autres
- Vincent Maël Cardona (22 juillet 1980), réalisateur et scénariste, né à Saint-Brieuc
- Nicolas Guillou (06 octobre 1966), réalisateur, né à Saint-Brieuc
- Geneviève Prigent, surnommée la "Princesse Rouge", née en 1919 à Saint-Brieuc.
- Aurélie Névot (16 octobre 1975), anthropologue et ethnologue, née à Saint-Brieuc
- Marc-Antoine Le Bret (2 octobre 1985), humoriste et imitateurn, né à Saint-Brieuc
- Marine Baousson (05 mars 1986), humoriste, comédienne, née à Saint-Brieuc

## Scientifiques et universitaires
- Célestin Bouglé (1870-1940), professeur de sociologie à la Sorbonne, il dirigea l'École normale supérieure à partir de 1935.
- Jean-Loup Chrétien, astronaute, né le 20 août 1938, premier breton dans l'espace en 1982.
- Jean-Claude Kaufmann (né en 1948), sociologue et chercheur au CNRS.
- Le vicomte Henri de La Messelière (Frotier de) (1876-1965), docteur en droit, historien, dessinateur et généalogiste, il est notamment l'auteur de l'ouvrage généalogique sur les familles nobles et notables Les Filiations bretonnes.
- Joseph Ollivier, Docteur en chirurgie dentaire, diplômé de l'Université catholique de Lille, né en 1878 à Belle-Isle-en-Terre et décédé en 1946 à Landerneau, est un bibliographe et chercheur breton. Il s'est notamment intéressé de près aux manuscrits du Trégorrois François-Marie Luzel. Il vécut au manoir de La Ville-Berno qui appartenait à sa famille.
- Régis Le Saulnier de Saint-Jouan (1921-2005), directeur des services d'archives et historien. Il est notamment l'auteur du Dictionnaire des communes. Département des Côtes-d'Armor. Éléments d'histoire et d'archéologie.
- Maurice Le Lannou (1906-1992), géographe, professeur au Collège de France, chaire de géographie du continent européen.
- Yves Morvan, spécialiste des peintures murales du Moyen Âge.
- Marie-Claire Mussat (née en 1937), musicologue.
- Jules Rochard (1819-1896), médecin et chirurgien de la Marine, professeur de médecine, inspecteur général de la Marine, président de l'Académie nationale de médecine.
- Maurice Testard (1921-2006), latiniste, spécialiste de Cicéron, professeur à l'université de Louvain à Louvain-la-Neuve.
- Jacques Testart, né le 3 octobre 1939, biologiste, père scientifique du premier bébé éprouvette français.

## Industriels et entrepreneurs
- Alphonse Guépin (1808-1878), architecte en chef du département et de la ville de Saint-Brieuc.
- Louis Harel de la Noë (1852-1931), ingénieur.
- Anne-Marie Idrac (née en 1951), présidente de la SNCF en 2006.
- Patrick Le Lay (né en 1942), président directeur général de TF1.
- Lucien Rosengart, industriel, né le 11 janvier 1881.
- Thierry Cotillard, président du groupement Intermarché Les Mousquetaires, né en 1974.

## Politiques et serviteurs de l'État
- Jean-Louis Bagot (1727-1794), docteur en médecine, maire de Saint-Brieuc, député à l'assemblée législative.
- Julie Bagot (1785-1864), fille de Jean-Louis Bagot, fondatrice de l'orphelinat Notre-Dame de la Fontaine.
- Danielle Bousquet, députée de Saint-Brieuc 1945.
- Jeannie de Clarens (1919-2017), née Rousseau, résistante et espionne.
- Mireille Chrisostome, héroïne de la Résistance, tuée à 20 ans par les nazis.
- Marie et Elise Josse, Justes parmi les nations pour avoir caché un Juif à Saint-Brieuc.
- René-Yves Creston, artiste plasticien, ethnologue et résistant, a dirigé le Musée d'Histoire.
- Alexandre Glais-Bizoin (1800-1877), député, un des cinq membres du Gouvernement de la Défense nationale en 1870.
- Éric Le Douaron, né en 1951, directeur central de la sécurité publique, ancien directeur central de la police aux frontières.
- Albert Gortais (1914-1992) : résistant, puis homme politique après la Seconde Guerre mondiale, il est un des fondateurs du MRP, secrétaire général adjoint de ce parti de 1945 à 1949 au niveau national, puis responsable départemental lorsqu'il revient s'installer dans sa ville natale de Saint-Brieuc.
- Laurent Le Mesle, né en 1951, procureur général de Paris.
- Charles Lucas, né en 1803 à Saint-Brieuc, est un jurisconsulte et administrateur français, auteur d’un grand nombre d’ouvrages et d’articles sur l’abolition de la peine de mort, la théorie de l’emprisonnement préventif, répressif et pénitentiaire, et enfin la civilisation de la guerre.
- Julien-François Palasne de Champeaux, né en 1736 à Saint-Brieuc et mort en 1795 à Brest, député aux États généraux de 1789, et qui fut sénéchal de la ville.
- Victor Rault, député - maire de Saint-Brieuc.
- Louis Nathaniel Rossel, bien qu'originaire de Nîmes et du Gard, est né en 1844 à Saint-Brieuc : ministre de la Guerre de la Commune de Paris.
- Claude Saunier, né en 1943, maire de Saint-Brieuc (1983-2001) et sénateur (1989).
- Anne-Marie Idrac, née en 1951, dirigeante d'entreprise et femme politique française.
- Jacques Généreux, né en 1956, économiste, responsable du programme économique de La France insoumise

## Militaires
- Léonard Victor Charner, amiral de France, commandant en second sur la Belle-Poule qui ramena en France les cendres de Napoléon Ier.
- Louis Rossel (Louis-Nathaniel Rossel), né le 9 septembre 1844 à Saint-Brieuc (Côtes-du-Nord) et exécuté le 28 novembre 1871 au camp de Satory (Yvelines) (enterré à Nîmes), est un homme politique (un des principaux acteurs de la Commune de Paris) et colonel de l'armée française. Il est le seul officier supérieur de l'armée française à avoir rejoint la Commune de Paris en 1871 (dès le 19 mars) et a y avoir joué un rôle important (ministre de la Guerre).
- Ferdinand Foch (1851-1929), maréchal de France, commandant en chef des troupes alliées (1918), a épousé, en l'église Saint-Michel, Julie Bienvenüe (née à Saint-Brieuc) le 5 novembre 1883.
- Jules Le Bigot (1883-1965), amiral, attaché aux personnes de deux présidents de la République française, Paul Doumer et Albert Lebrun.
- La Fayette, qui s'est illustré entre autres dans la guerre d'Indépendance américaine, était briochin par sa mère  Marie-Louise Jolie de La Rivière. Il a conservé des terres dans la ville et le pays de Saint-Brieuc (notamment les terres où ont été créées plus tard la roseraie de Ty Coat et la rue Lafayette).

## Religieux
- Mère Marie Agnès, née Marie Briand (1870-1955), missionnaire mariste aux Fidji, directrice de la léproserie de Makogai.
- Jean-Marie de la Mennais, prêtre français né à Saint-Malo en 1780 et mort en 1860 à Ploërmel, fondateur de la congrégation religieuse des Filles de la Providence de Saint-Brieuc en 1818.
- Alain Dieulangard, né à Saint-Brieuc en 1919, prêtre, membre de la société des missionnaires d'Afrique, bienheureux et martyr, tué le 27 décembre 1994 à Tizi Ouzou.

## Sportifs
- Éric Blahic, entraîneur adjoint à Guingamp.
- Jean-Christophe Boullion, pilote automobile.
- Stéphane Bré, arbitre international de football, né le 29 mars 1966 à Saint-Brieuc.
- Julie Bresset, championne olympique 2012 et multiple championne du monde et d'Europe de cross country (VTT), née en 1989.
- Pascal Briand, champion du monde de patinage de vitesse, né en 1976.
- Patrice Carteron, footballeur, né en 1970.
- Bertrand Delesne, skipper.
- Maryvonne Dupureur, (1937-2008) vice-championne olympique du 800 m à Tokyo (1964).
- Marie-Pierre Duros, athlète, championne du monde en salle du 3000 m, né en 1967.
- Yann Éliès, skipper, né le 31 janvier 1974.
- Julien Féret, footballeur, né le 5 juillet 1982.
- Marc Gicquel, joueur de tennis, né le 30 mars 1977.
- Bernard Hinault, cycliste, né en 1954.
- Sébastien Hinault, cycliste, né en 1974.
- Pierre Le Coq, champion du monde de planche à voile Isaf 2007, né en 1989.
- Laëtitia Le Corguillé, cycliste, championne du monde BMX 2006.
- Vincent Le Dauphin, athlète (3000 mètres steeple), né en 1976.
- David Le Lay, cycliste, né en 1979.
- Michel Pécheux, (1911-1985), escrimeur, champion du monde et champion olympique d'escrime (épée).
- Michel Rio (footballeur), né le 7 mars 1963 à Saint-Brieuc, recordman du but le plus rapide inscrit en Division 1 (huit secondes) contre l'AS Cannes le 15 février 1992, alors qu'il évoluait au SM Caen.
- Anaclet Wamba, boxeur, champion du monde WBC des lourds-légers (de 1991 à 1994).
- Nicolas Wamba, boxeur, champion du monde de full contact Junior 2004.
- Tom Simpson, cycliste britannique ayant vécu à Saint-Brieuc.
- Damien Perquis, footballeur, né le 8 mars 1986.
- Kévin Théophile-Catherine,  footballeur, né le 28 octobre 1989.